# Hovrättspresident
Hovrättspresident är i Sverige och i Finland chefen för hovrätten. I Sverige är motsvarande benämning för chefen för kammarrätten kammarrättspresident. I Finland kallas chefen för Högsta förvaltningsdomstolen också president.

## Hovrättspresidentens roll
I Sverige är hovrättspresidenten den administrativa chefen vid hovrätten, denna är därmed en ordinarie domare. Hovrättspresidenten utses av regeringen och anställs med fullmakt. Det är hovrättspresidenten som är ansvarig för att hovrätten bedriver sin verksamhet i enlighet med gällande rätt och att domstolen hushållar med sina tilldelade ekonomiska medel. Det är även hovrättspresidenten som ansvarar för hovrättens interna styrning och kontroll.
De finska hovrättspresidenternas roll liknar de som deras svenska kollegor har. I Finland är hovrättspresidenten den högsta chefen i en hovrätten. Denna har det övergripande ansvaret för att domstolen efterlever gällande rätt i sin rättskipning. Hovrättspresidenten fördelar sedan den ryska tiden i finsk historia också domarna i olika dömande sektioner och övervakar kontrollen över underrätterna.

## Nuvarande hovrättspresidenter
| Hovrrätt                          | Hovrättspresident    | Tillträdde |
| --------------------------------- | -------------------- | ---------- |
| Göta hovrätt                      | Charlotte Brokelind  | 2016       |
| Hovrätten för Nedre Norrland      | Agneta Ögren         | 2021       |
| Hovrätten för Västra Sverige      | Anders Hagsgård      | 2019       |
| Hovrätten för Övre Norrland       | Erik Sundström       | 2018       |
| Hovrätten över Skåne och Blekinge | Ylva Norling Jönsson | 2020       |
| Svea hovrätt                      | Mari Heidenborg      | 2024       |

| Hovrätt                | Hovrättspresident       | Tillträdde |
| ---------------------- | ----------------------- | ---------- |
| Helsingfors hovrätt    | Mikko Könkkölä          | 2009       |
| Rovaniemi hovrätt      | Marianne Wagner-Prenner | 2014       |
| Vasa hovrätt           | Tapani Vasama           | 2014       |
| Åbo hovrätt            | Kenneth Nygård          | 2016       |
| Östra Finlands hovrätt | Pertti Nieminen         | 2014       |